# Le Tronchet (Sarthe)
Le Tronchet is een gemeente in het Franse departement Sarthe (regio Pays de la Loire) en telt 105 inwoners (1999). De plaats maakt deel uit van het arrondissement Mamers.

## Geografie
De oppervlakte van Le Tronchet bedraagt 3,9 km², de bevolkingsdichtheid is 26,9 inwoners per km².
De onderstaande kaart toont de ligging van Le Tronchet (Sarthe) met de belangrijkste infrastructuur en aangrenzende gemeenten.

## Demografie
Onderstaande figuur toont het verloop van het inwonertal (bron: INSEE-tellingen).